# Matt Sydal
Matthew Joseph Korklan (19 de marzo de 1983) es un luchador profesional estadounidense que actualmente lucha por All Elite Wrestling. Es conocido por su trabajo como Evan Bourne en la WWE , Matt Sydal en ROH y en el circuito independiente, también trabajo en Impact Wrestling, donde se desempeñaba como Matt Sydal, un antiguo Gran Campeón de Impact y excampeón de la división X de impact
Korklan ha trabajado desde finales del año 2000 en el circuito independiente como Matt Sydal, luchando en empresas como Total Nonstop Action Wrestling (TNA), Ring of Honor (ROH), IWA-Mid South Dragon Gate o Wrestling Society X (WSX). Entre sus logros, destaca un reinado como Campeón Mundial en Parejas de ROH junto a Christopher Daniels. Después de firmar con la WWE, fue asignado a su territorio de desarrollo, la Ohio Valley Wrestling (OVW), donde ganó el Campeonato Peso Pesado de la OVW. En la WWE, obtuvo una vez el Campeonato en Parejas de la WWE junto a Kofi Kingston. Matt Sydal es uno de los mejores luchadores Aéreos del mundo gracias a su Shooting Star Press (llamado también Air-Bourne) por ser su movimiento final

## Carrera

### Inicios
A finales de los años 1990 Matt Sydal perfeccionó su colección de habilidades (artes marciales, gimnasia, atletismo) y las combinó con su nuevo interés, la lucha libre profesional. Junto con un heterogéneo equipo de vecinos, Sydal consiguió una gran calidad de lucha profesional en el ring. Como Lance Sydal, ganó fanes con su estilo de lucha "volador", y con combates de ritmo acelerado.
Matt Sydal estaba en el equipo de lucha de su instituto. Mientras era senior en su instituto, Sydal comenzó a entrenar en la base de San Luis, Misuri de la promoción de lucha Gateway Championship Wrestling. Después de tres meses entrenando, Sydal empezó a pelear para la GCW el 20 de octubre de 2000.
Sydal formó una alianza en GCW con otros luchadores, conocida como "Operation: Shamrock". Tras esto, Sydal y un miembro de su stable, Billy McNeil, formaron equipo juntos. "Operation: Shamrock" tuvo un feudo con la facción heel, The Ministry of Hate, liderado por Nikki Strychnine.

### IWA-Mid South
Sydal hizo algunas apariciones en la Total Nonstop Action Wrestling (TNA) entre febrero y agosto de 2003. Debutó en IWA Mid South en noviembre de ese mismo año. Ganó su primer título, el Campeonato Peso Ligero de la IWA el 17 de enero de 2004 derrotando a J.C. Bailey. Sydal perdió el título frente a su frecuente oponente, Delirious, el 26 de junio de 2004 en Oolitic, Indiana. Sydal se unió a la NWA Midwest el mismo año, y el 30 de julio, en Rock Island, Illinois derrotó a Justin Kage por el Campeonato de la División X Medio-Oeste de la NWA, el cual perdió nuevamente frente a Delirious tras retener el campeonato durante alrededor de un año.
Sydal luchó en varios circuitos independientes superiores durante su estancia regular en IWA. Perdió tres combates frente A.J. Styles. También peleó con hombres como CM Punk, Chris Sabin y Nate Webb. El 24 de septiembre de 2005, Sydal ganó el quinto torneo "Ted Petty Invitational". Venció a El Generico, Tyler Black y Sabin antes de eliminar a Kevin Steen y Arik Cannon en las finales. Desde entonces, solo apareció en IWA en pocas ocasiones. En sus últimos años en IWA ha tenido dos combates contra Human Tornado.

### Ring of Honor

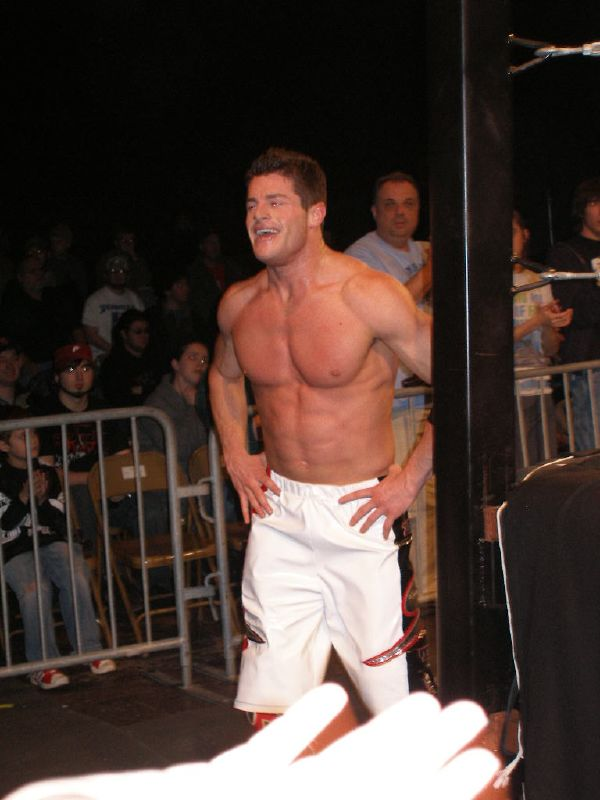
Sydal en un show de Chikara.

El 23 de abril de 2004, Sydal (junto con Daizee Haze) debutó en ROH. Siguiendo las pautas de un feudo con Trent Acid, Sydal formó equipo con Fast Eddie Vegas como los Air Devils (votado por los fanes de ROH). Solo formaron equipo una vez, después de que Eddie pasara a ser heel el 25 de febrero de 2005, siendo forzado a unirse a The Embassy. El 12 de agosto de 2005, Sydal fue inducido en Generation Next. A finales de 2005, Daizee Haze también pasó a ser heel, abandonando a Sydal y a Generation Next uniéndose a The Embassy. Generation Next luchó contra The Embassy en numerosos combates por parejas, culminando en un Steel Cage Warfare match el 3 de diciembre en el evento de pago por visión Steel Cage Warfare, el cual ganó Generation Next.
Tras luchar contra Styles varias veces, formaron equipo enfrentándose a los entonces Campeones Mundiales por Parejas de ROH Austin Aries & Roderick Strong. Sydal también formó equipo con Samoa Joe y Jack Evans intentando ganar los campeonatos por parejas. Sydal consiguió llegar a las finales del torneo Survival of the Fittest 2006, hasta que fue derrotado por Delirious. Sydal y Delirious llevaron su rivalidad de vuelta a ROH, la cual ocupó un gran número de combates durante el verano y finales de 2006.
El 25 de noviembre de 2006, Sydal formó equipo con Christopher Daniels para derrotar a Kings of Wrestling (Chris Hero & Claudio Castagnoli) ganando el Campeonato Mundial por Parejas de ROH. Sydal & Daniels defendieron con éxito sus títulos frente a Shingo & CIMA el 22 de diciembre de 2006.
El dúo perdió los títulos el 24 de febrero de 2007, en Chicago ante The Briscoe Brothers. Después de realizar numerosos intentos fallidos por recuperar los títulos formando equipo con Claudio Castagnoli, Sydal se unió a Larry Sweeney y a su stable que también incluía a Chris Hero, Sara Del Ray y Tank Toland. Perdió su combate frente a Mike Quackenbush en la primera ronda de ROH Race to the Top Tournament. Sydal finalizó su carrera en Ring of Honor el 15 de septiembre de 2007 en Man Up en Chicago Ridge, IL en un combate frente a Delirious, el mismo hombre con el que debutó en ROH. La despedida de Sydal fue acortada por su enmascarado oponente, pero Matt se llevó una calurosa despedida por parte de la mitad del público.

### Dragon Gate

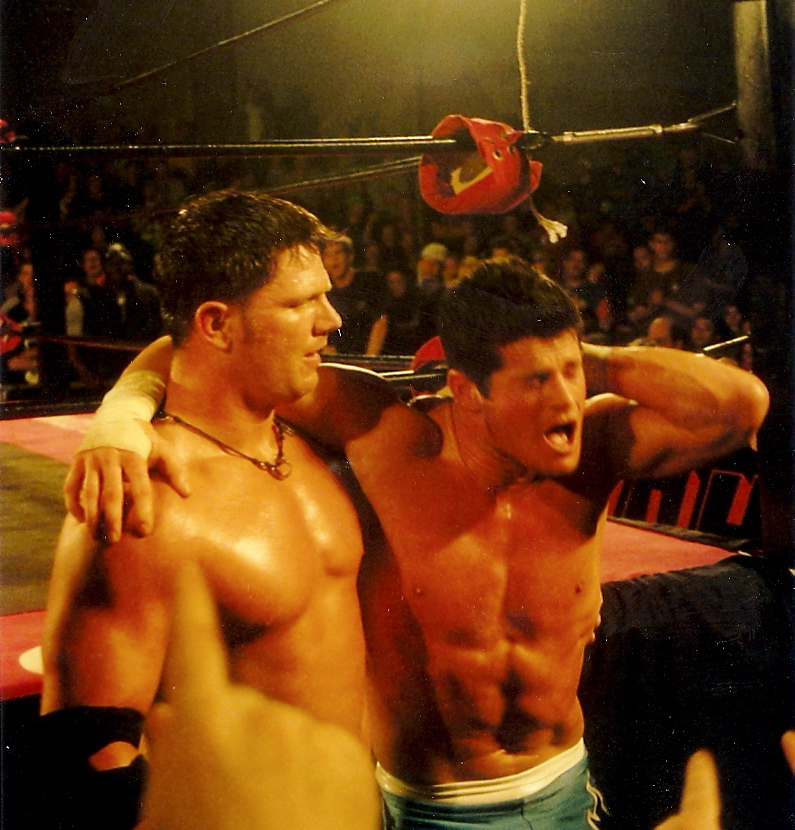
Sydal junto a A.J. Styles en un evento de ROH.

Sydal comenzó a viajar por Japón con Dragon Gate en mayo de 2006. Mientras estaba allí se alineó junto a CIMA, Don Fujii y Evans formando The New Blood Generation International. Sydal también formó parte del stable de CIMA, Typhoon. Durante el evento de Dragón Gate Wrestlejam, Sydal formó equipo con su antiguo compañero de Generation Next Roderick Strong ganando el $10,000 Tag Team Challenge. Desde su tour inicial, Sydal regresó a Dragon Gate a finales de 2006, y durante la primavera y finales de 2007.

### Total Nonstop Action y Wrestling Society X
Sydal debutó en el primer evento PPV oficial de la TNA, Victory Road 2004 formando parte de la Batalla Real de la División X de 20-hombres. También formó parte de la parrilla de inicio del evento Sacrifice. El ganador de la parrilla sería aquel que venciera a su rival en el menor tiempo posible. Como recompensa, dicho ganador podría enfrentarse a Christopher Daniels por el Campeonato de la División X de la TNA. Sydal, junto con Jay Lethal y Roderick Strong, perdieron con un gran margen de tiempo ante Austin Aries.
Sydal fue asignado al primer episodio de Wrestling Society X, perdiendo con Jack Evans. Fue acompañado al ring por su asistenta Lizzy Valentine. También derrotó a Scorpio Sky y la siguiente semana perdió frente a Human Tornado. Ese podría haber sido el comienzo de un storyline que podría haber contenido un feudo que envolviera a Sydal junto con Syxx-Pac sobre Valentine, pero nunca más lucharon antes del cierre de WSX.

### World Wrestling Entertainment / WWE (2007 - 2014)

#### Territorio de desarrollo

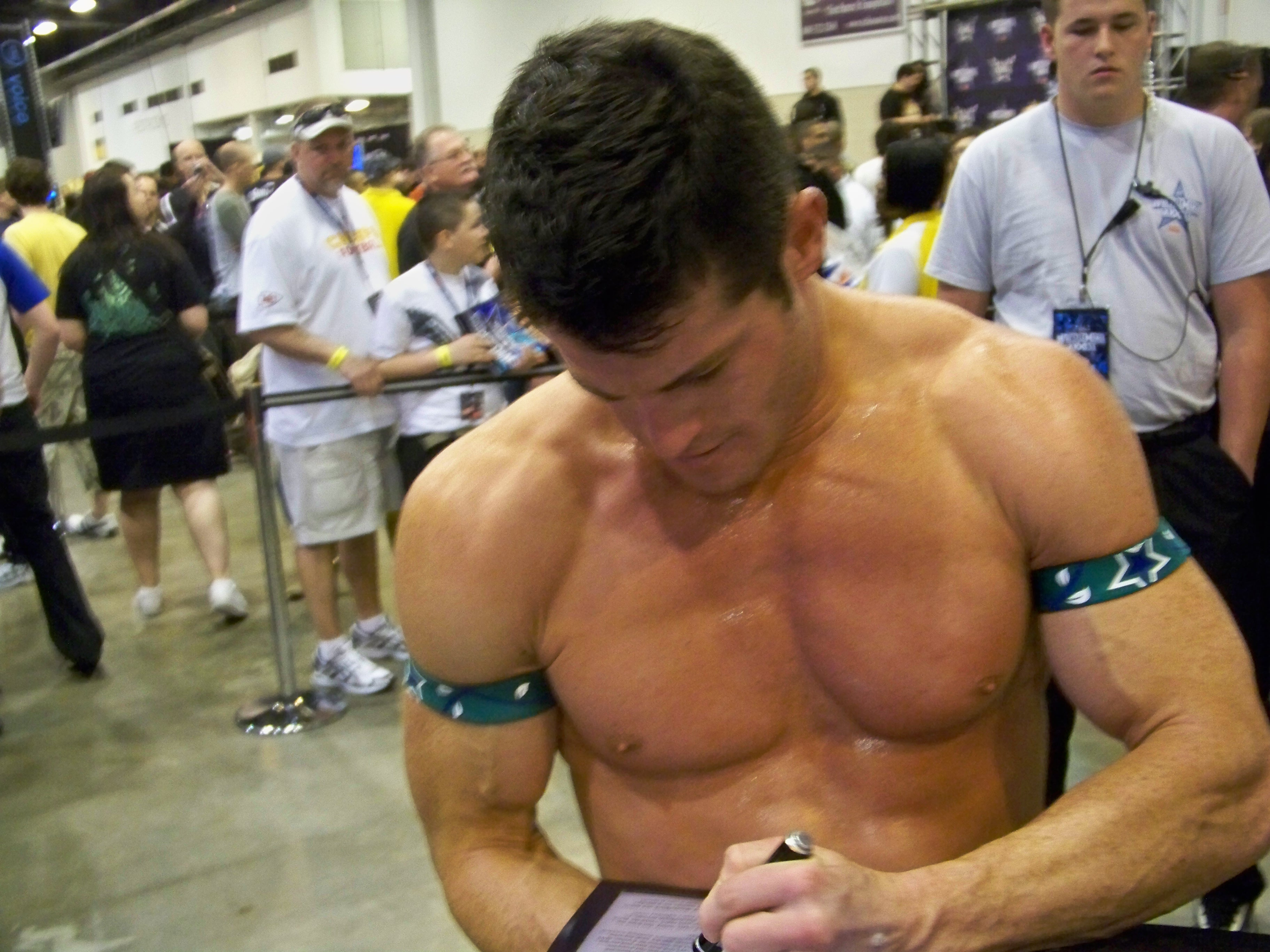
Korklan en WrestleMania XXV Fan Axxess.

Tras convertirse en agente libre de nuevo al rechazar su contrato con la WSX, Sydal firmó un contrato con el territorio de desarrollo de la WWE. Sydal hizo su debut en el territorio de desarrollo de la WWE, la Ohio Valley Wrestling, en las grabaciones del 10 de octubre de 2007, derrotando a Jamin Olivencia. Dos meses después, el 5 de diciembre, derrotó a Mike Kruel ganando el Campeonato Peso Pesado de la OVW.
El 7 de febrero de 2008 fue anunciado que la WWE había finalizado su afiliación con la OVW. Sydal entonces perdió el Campeonato Peso Pesado de la OVW frente a Jay Bradley el 13 de febrero de 2008. Tras esto, Sydal fue entonces movido al elenco de superestrellas del nuevo territorio de desarrollo de la WWE, Florida Championship Wrestling.
El 22 de marzo de 2008, Sydal hizo su debut en Florida Championship Wrestling derrotando a TJ Wilson.

#### 2008-2009

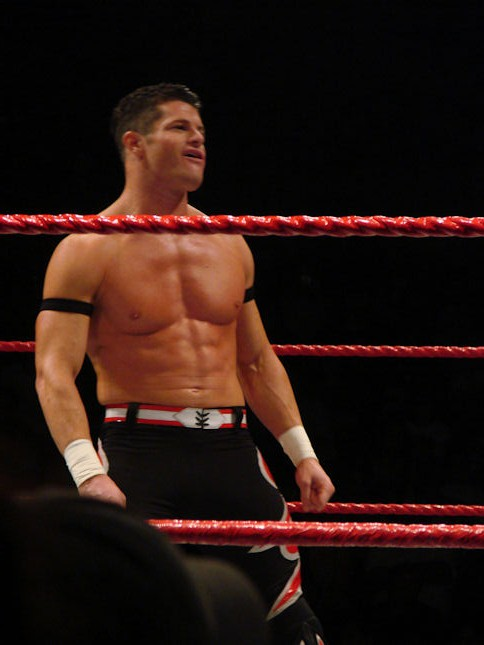
Korklan en un house show de RAW.

El 3 de junio de 2008, en el episodio de ECW, Sydal hizo su debut televisivo en la WWE como un jobber donde perdió en un combate contra Shelton Benjamin. Sydal ganó su primer combate en la WWE por cuenta de tres una semana después de su debut, cuando Sydal & Kofi Kingston se enfrentaron a Shelton Benjamin & Mike Knox, después de que Sydal cubriera a Knox.
Desde entonces Sydal adoptó un nuevo nombre en el ring, pasándose a llamar Evan Bourne. En las semanas posteriores derrotó a Matt Striker, Nunzio y Chavo Guerrero.
Durante el mes de septiembre, Bourne inició un feudo con John Morrison y The Miz. Fue derrotado por Miz y Morrison en ediciones de ECW en luchas individuales, pero posteriormente derrotó a ambos en una lucha en parejas con Rey Mysterio en RAW, a Morrison en el dark match de Unforgiven y a Miz el 16 de septiembre en ECW. Posteriormente, derrotó a Chavo Guerrero, clasificándose como posible retador al Campeonato de la ECW de Matt Hardy en Cyber Sunday. Bourne salió elegido como retador, pero no logró ganar el combate. Solo días antes de Cyber Sunday, derrotó a Finlay y Mark Henry tras cubrir al último con una "Shooting star press".
Bourne se lesionó el tobillo durante la edición del 28 de octubre de ECW on Sci Fi, al fallar un ataque aéreo sobre Bam Neely. A pesar de que Bourne no quiso someterse a tratamiento en un inicio, esta lesión le causó casi 5 meses de baja. El 17 de marzo del 2009 regresó, luchando contra Jamie Noble, pelea que ganó.
El 29 de junio fue traspasado de la ECW a RAW peleando contra Randy Orton perdiendo frente a este. La semana siguiente, venció a Kofi Kingston, aunque después de la lucha fue atacado por Big Show lo que llevó a una lucha la siguiente semana siendo derrotado Bourne. Después comenzó un feudo con Jack Swagger derrotándolo en algunas ocasiones, aunque fue derrotado por este las semanas siguientes. En las siguientes semanas ayudó a Hornswoggle en su feudo contra Chavo Guerrero, derrotándolo varias veces en RAW y finalmente derrotándole en el dark match de Breaking Point. En Survivor Series, el Team Miz (The Miz, Drew McIntyre, Sheamus, Dolph Ziggler y Jack Swagger) derrotó al Team Morrison (John Morrison, Matt Hardy, Evan Bourne, Shelton Benjamin y Finlay).
El 29 de diciembre en ECW derrotó a Mike Knox en un combate ECW Homecoming Qualifying Match

#### 2010
El 4 de enero de 2010 en RAW luchó contra Sheamus para ser aspirante por el Campeonato de la WWE en Royal Rumble lucha que perdió contra este. El 12 de enero en ECW participó en una Battle Royal para decidir el aspirante al Campeonato de la ECW, pero no logró ganar al ser eliminado por Kane siendo a su vez el primer eliminado del combate. Participó en Royal Rumble, pero fue eliminado por CM Punk, siendo el primer eliminado del combate. En WrestleMania XXVI participó en el Money in the Bank; el cual ganó Jack Swagger. Después Bourne entró en un feudo con Zack Ryder el cual lo derrotó en varias ocasiones en RAW y WWE Superstars. Más adelante derrotó en RAW a Edge & Sheamus junto a John Cena sustituyendo a Randy Orton como compañero de Cena. Derrotó la semana siguiente a Chris Jericho por descalificación, lo que condujo a una lucha entre ambos en Fatal 4-Way, donde Bourne derrotó a Jericho al ejecutar su "AirBourne" sobre la espalda de Jericho. La semana siguiente fue derrotado por Jericho en una lucha de revancha. Participó en el RAW Money in the Bank en Money in the Bank, pero no logró ganar, siendo The Miz el ganador. En una edición de RAW formó parte del Team RAW (Goldust, Yoshi Tatsu, Mark Henry, Tyson Kidd, DH Smith y Jerry Lawler) luchando contra Nexus, donde fueron derrotados siendo el último eliminado. Semanas después fue derrotado por The Miz en una lucha individual y más tarde por Edge en una Body Slam Match. En un episodio de RAW, Bourne fue derrotado por Jack Swagger y atacado por Alberto del Río después del combate, pero fue salvado por Mark Henry. Tras ello, Bourne hizo equipo con Henry para combatir en Night of Champions contra Drew McIntyre & "Dashing" Cody Rhodes en un Gauntlet Match por los Campeonatos en Parejas, pero fueron derrotados. Dos semanas después luchó contra CM Punk en una lucha clasificatoria para el cupo del equipo RAW en Bragging Rights pero no logró ganar, siendo lesionado por Punk (Kayfabe).

#### 2011-2014

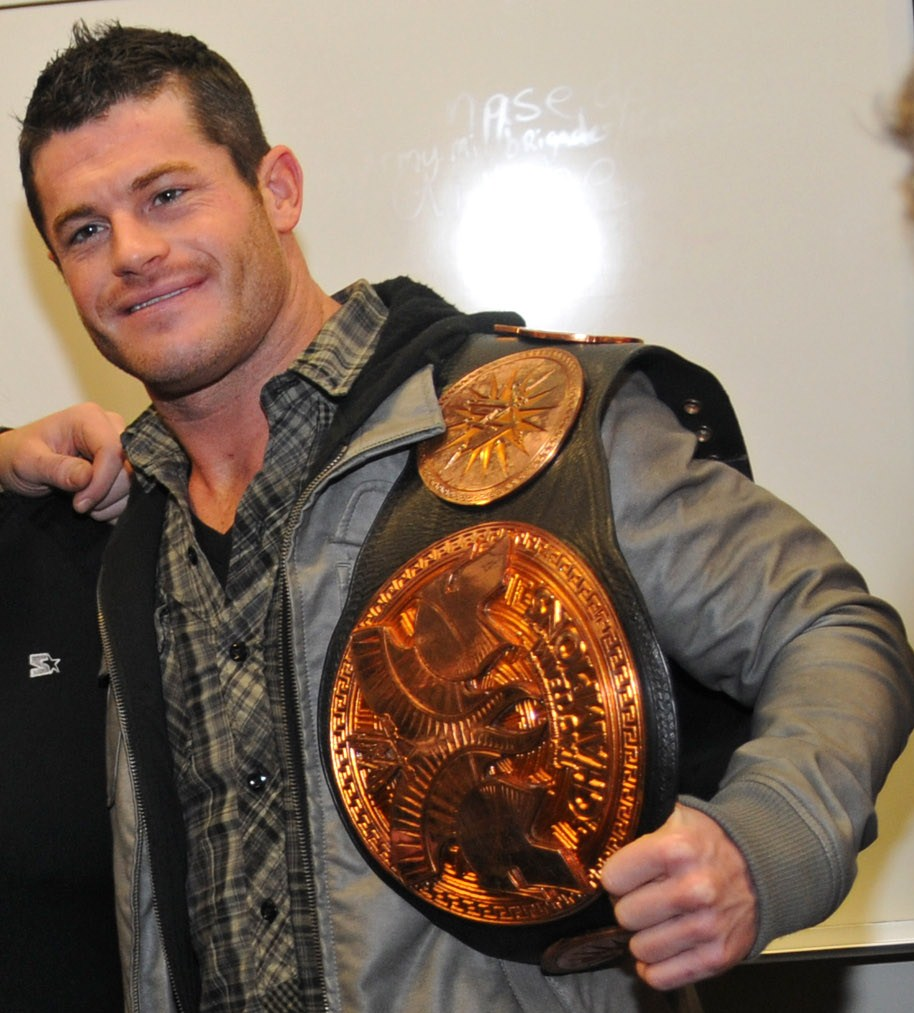
Korklan como Campeón en Parejas de la WWE en 2011.

Bourne volvió de su lesión el 28 de febrero de 2011 en RAW, derrotando a Sheamus. En el Draft, participó en la Battle Royal entre marcas, representando a RAW, pero fue eliminado por Big Show. Después el 23 de mayo, en RAW se enfrentó a Jack Swagger en la que no obtuvo la victoria. Momentos después del combate Bourne atacó a Swagger comenzando un feudo con este. Hubo una revancha el 30 de mayo contra el mismo en el que se llevó la victoria después de una Small package. Luego continuó su feudo con Swagger interfiriendo a atacarle el RAW 6 de junio después de su lucha con Booker T. Finalmente, Bourne derrotó a Swagger en Capitol Punishment. En Money in the Bank, participó en el RAW Money in the Bank Ladder match, pero fue derrotado por Alberto Del Rio. Tres semanas después, se enfrentó a Del Rio, siendo derrotado por él y aplicándole su "Cross Armbar" después de la lucha, hasta que Kingston le salvó.
El 22 de agosto se enfrentó junto a Kingston a los Campeones en Parejas de la WWE David Otunga & Michael McGullicutty, derrotándoles y convirtiéndose en campeones, siendo este el primer título que Evan obtuvo en la WWE. Luego tuvieron su primera defensa titular derrotando a Otunga & McGillicutty y esa misma noche el equipo se llamó "Air Boom". También defendieron los títulos ante The Miz & R-Truth en Night of Champions, ganando por descalificación. Luego defendieron los títulos en Hell in a Cell y en Vengeance ante Dolph Ziggler & Jack Swagger reteniéndolos exitosamente en ambos eventos. Sin embargo, Korklan fue suspendido 30 días el 1 de noviembre por violar la política de bienestar de la WWE.  Hizo su regreso en Superstars donde perdió contra Epico por la intenferencia de Primo. En TLC él y Kofi retuvieron los títulos ante Epico & Primo, pero los perdieron ante ellos el 15 de enero de 2012 en un House show. El 17 de enero fue suspendido de nuevo, esta vez por sesenta días, por fallar un test antidroga. Tras terminar su suspensión se lesionó el pie en un accidente automovilístico. Después de casi 14 meses de inactividad, tuvo un combate en un evento de NXT el 28 de marzo de 2013, derrotando a Sammy Sane. Sin embargo, en Twitter publicó que aún no estaba listo para volver a tiempo completo. Luego el 29 de octubre retornaba en NXT venciendo de nuevo a Sane, que ya había cambiado su nombre a Sami Zayn. Finalmente, fue despedido el 12 de junio.

### Circuito independiente (2014-2019)
Tras salir de la WWE, Korklan volvió a usar su antiguo nombre, Matt Sydal. El 21 de junio, fue anunciado como el primer participante del torneo de Pro Wrestling Guerrilla Battle of Los Angeles.En la primera ronda derrotó a Chris Hero vía pinfall, pero perdió en la segunda ronda ante Kenny Omega.
El 27 de septiembre volvió a Ring Of Honor y se enfrentó a AJ Styles y perdió esa lucha
El 7 de febrero de 2015 debutó en la empresa independiente FWE desafiando a Paul London por el FWE Tri-Borough Championship, sin embargo perdió la lucha.
En el evento de la Pro Wrestling Guerrilla Don´t Sweat the Technique luchó junto a Chris Sabin contra Josh Alexander y Ethan Page, ganándoles luego de un Shooting Star Press. 
Meses más tarde Sydal participó junto a Ricochet en el Torneo 2015 Super Jr. Tag Tournament, donde se coronaron como los ganadores y ganando una oportunidad por títulos en parejas de dicha división. 
El 4 de enero de 2015,  participaron en un 4-way Match por los títulos Jr en parejas junto a ReDragon, Rocky Romero  y Barreta  y a The Young Bucks, donde estos últimos salieron como vencedores.
Actualmente, se desempeña en la empresa estadounidense Ring Of Honor y gracias a su convenio con New Japan Pro Wrestling consiguió 2 veces el IWGP Junior Heavyweight Tag Team Championship junto a Ricochet y actualmente posee el Never Openweight Six Man Tag Team Championship junto al mismo Ricochet y Satoshi Kojima. El 25 de marzo de 2017 luchó en Perú (Coliseo Dibós) en el primer evento de la empresa Imperio; fue uno de los más ovacionados de la noche.

### Evolve (2014, 2019–2020)
El 8 de agosto de 2014, Sydal hizo su debut para  Evolve, derrotando a Johnny Gargano. La noche siguiente, Sydal desafió sin éxito a  Ricochet por el Open the Freedom Gate Championship en el evento principal de Evolve 32.
El 25 de octubre de 2019, se anunció que Sydal regresaría a Evolve bajo su nombre de anillo de la WWE "Evan Bourne".

### Regreso a Impact Wrestling (2017-2019)
Sydal hizo su regreso a Impact Wrestling el 27 de abril de 2017  Impact Wrestling  TV grabando, derrotando a Trevor Lee en su primer partido. En el episodio del 4 de mayo de Impact Wrestling, Sydal derrotó a Eddie Edwards  y después del coinciden, se dieron la mano. En el episodio del 11 de mayo de Impact Wrestling, Sydal compitió en un fatal combate a cuatro bandas que ganó Andrew Andrew Everett. En el episodio del 22 de junio de Impact Wrestling, Sydal ganó el partido eliminatorio Sony SIX Way X-Division. En el episodio del 29 de junio de Impact Wrestling, Sydal y Sonjay Dutt derrotaron a Low Ki y Trevor Lee. En el episodio del 6 de julio de Impact Wrestling, Sydal derrotó a Braxton Sutter. En el episodio del 20 de julio de Impact Wrestling, Sydal derrotó a El Hijo del Fantasma y Low Ki en un baile de 3 vías. En el episodio del 10 de agosto de Impact Wrestling, Sydal,  Alberto El Patrón y Sonjay Dutt perdieron un partido de equipo de seis hombres ante  Lashley, Low-Ki y Trevor Lee. El 17 de agosto, en el Destino X, Sydal derrotó a Lashley. En el episodio del 7 de septiembre de Impact Wrestling, Sydal fue derrotado por Eli Drake en un combate por el título mundial de peso pesado de GFW IMPACT. En el episodio del 5 de octubre de Impact Wrestling, Sydal, Petey Williams y Dutt derrotaron a Lee, Everett y Caleb Konley en un combate por equipos de seis hombres. En el episodio del 2 de noviembre de Impact Wrestling, Sydal compitió en un Six-way X-Division Match que fue ganado por Dezmond Xavier. En Bound of Glory, Sydal compitió en un combate de reglas de lucha Six-way para el Campeonato Impact X Division, pero no pudo ganar el título. El 10 de noviembre de 2017, Sydal derrotó a Ethan Carter III para ganar el Impact Grand Championship. El 8 de marzo de 2018, Sydal derrotó a Taiji Ishimori para ganar el Campeonato Impact X Division en un partido en el que el Grand Championship de Sydal también estaba en juego, convirtiéndose así en un doble campeón. El 15 de marzo, se reveló que  Josh Matthews era su "guía espiritual", por lo que se alió con Matthews y le dio la vuelta. El 29 de marzo, Sydal perdió el Impact Grand Championship ante Austin Aries en un partido en el que el Impact World Championship de Aries también estaba en la línea. El 12 de abril episodio de Impact, atacó a Petey Williams durante el partido de Williams con Matthews causando una pérdida de descalificación para Matthews. En Impact Wrestling Redemption, Sydal derrotó a Petey Williams para retener el Campeonato Impact X Division.
Luego de la pérdida, Sydal se tomó un tiempo libre para someterse a una cirugía para reparar el cartílago desgarrado de la rodilla, con su esperado regreso en abril de 2019. Dave Meltzer del Wrestling Observer informó que Sydal ya no estaba firmado para Impact Wrestling a partir del 1 de enero de 2019, y que hubo interés por parte de WWE y All Elite Wrestling para firmar a Sydal. Sydal decidió firmar con AEW haciendo su debut en el ppv All Out donde tristemente cometió un error al ejecutar su finisher haciéndolo adquirir el nuevo nick name de “Shock Master 2.0” otorgado por Universidad del Wrestling , medio especializado en lucha libre.

### All Elite Wrestling (2020-presente)
En All Out, Sydal fue un participante sorpresa en el Casino Battle Royale dibujando como el Joker. Durante el partido, Sydal falló su movimiento final de Shooting Star Press cuando se resbaló sobre las cuerdas y aterrizó sobre su cabeza. A pesar de esto, pudo continuar el combate y finalmente fue eliminado por Eddie Kingston. En el episodio del 22 de septiembre de Late Night Dynamite, Sydal se enfrentó a Shawn Spears en el evento principal donde fue derrotado. En el episodio del 6 de octubre de AEW Dark, Sydal obtuvo su primera victoria en AEW cuando derrotó a Michael Nakazawa. En el episodio del 11 de noviembre de 2020 de AEW Dynamite, Sydal, quien había estado en una racha ganadora de cuatro partidos, luchó contra Brian Cage en un combate por el título de FTW, perdiendo por primera vez en cinco partidos. El 17 de noviembre de 2020, después de meses de aparecer en los shows de AEW a pesar de no estar bajo contrato con la compañía, AEW confirmó que Sydal ahora estaba oficialmente firmado con la compañía

## Vida personal
Los padres de Korklan son maestros de escuela. Él tiene un hermano menor, Mike, que lucha bajo el nombre de "Mike Sydal" en Ring of Honor. Asistió Parkway West High School en St. Louis. En 2001, Korklan se matriculó en la Universidad de Misuri, estudió de marketing por si no podría ganarse la vida con la lucha libre. Él continuó luchando, asistiendo a la universidad tres días a la semana, mientras que la lucha libre a mediados de semana y los fines de semana. Se graduó con una licenciatura en 2005, y comenzó a trabajar como de ventas y vicepresidente de marketing para una empresa de pequeño buzón en St. Louis, aunque continuó luchando. Actualmente, reside en Los Ángeles, California.

## En lucha

Korklan aplicando un "Shooting Star Press" a Chris Jericho.

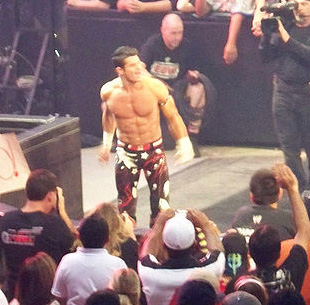
Korklan en la WWE.

- Movimientos finales
  - Air Bourne[2][21] / Shooting Sydal Press[22][23] (Shooting star press)[1][3]
  - Cyclorama[2][3][24] / Sydal Special[3] (Belly to belly diving moonsault slam)[1] - 2000-2008
  - Here It Is Driver[25] / Here We Go Driver[3][4] (Pumphandle half Nelson driver) - 2000-2008
  - Double Helix[3][4] (Springboard corkscrew moonsault)[4] - 2000-2008
  - Aftershock[2][3] (Gory neckbreaker)[1] - 2000-2008

- Movimientos de firma
  - Cannonball[1][26] (Diving leg drop, usualmente desde la segunda cuerda)[1][27][28] - 2000-2008
  - Slice Drop[2] / Slide Drop[3] (Split-legged inverted facelock leg drop)[1] - 2000-2008
  - Catapult seguido de córner dropkick[24]
  - Diving double knee drop a los hombros de un oponente de pie[29]
  - Diving leg lariat
  - Varios tipos de hurricanrana:[3]
    - Diving
    - Diving somersault[1][2]
    - Slingshot somersault
    - No-handed super[1][30]
    - Running a un oponente cargando[31][32][30]
    - Springboard
    - Inverted

  - Standing moonsault[3][32][24]
  - Standing shooting star press, a veces en la espalda de un oponente agachado[24]
  - Standing somersault leg drop, a veces realizando un 180° corkscrew - 2000-2008
  - Springboard derivado en moonsault, leg drop, corkscrew senton[1] o 450° splash[1]
  - Rope aided shining wizard a un oponente arrinconado[1]
  - Tilt-a-whirl headscissors takedown
  - Inverted DDT - 2000-2008
  - Sitout back to belly piledriver - 2000-2003
  - Varios tipos de kick:
    - Roundhouse[33]
    - Drop, a veces desde una posición elevada
    - Slingshot corner drop
    - Backflip drop,[1] a veces a un oponente arrinconado
    - Somersault drop - 2000-2008
    - Jumping spinning savate
    - Jumping spinning heel
    - Enzuigiri,[1] a veces transicionada en headscissors takedown[1][34]

  - Bridging fisherman suplex[1]
  - Corkscrew plancha[1]
  - Diving moonsault, a veces hacia fuera del ring[1]
  - Over the top rope suicide 180° corkscrew moonsault
  - Gory special
  - Suicide dive, a veces sobre la tercera cuerda[1]
  - Modified roll-up pin
  - Snapmare driver

- Managers[1]
  - Daizee Haze
  - Lizzy Valentine
  - Larry Sweeney

- Apodos
  - "Air Bourne"
  - "That Kid"
  - "The Aviation Nut"
  - "The Man Who Born to Fly"

## Campeonatos y logros
- Pro Wrestling Fit

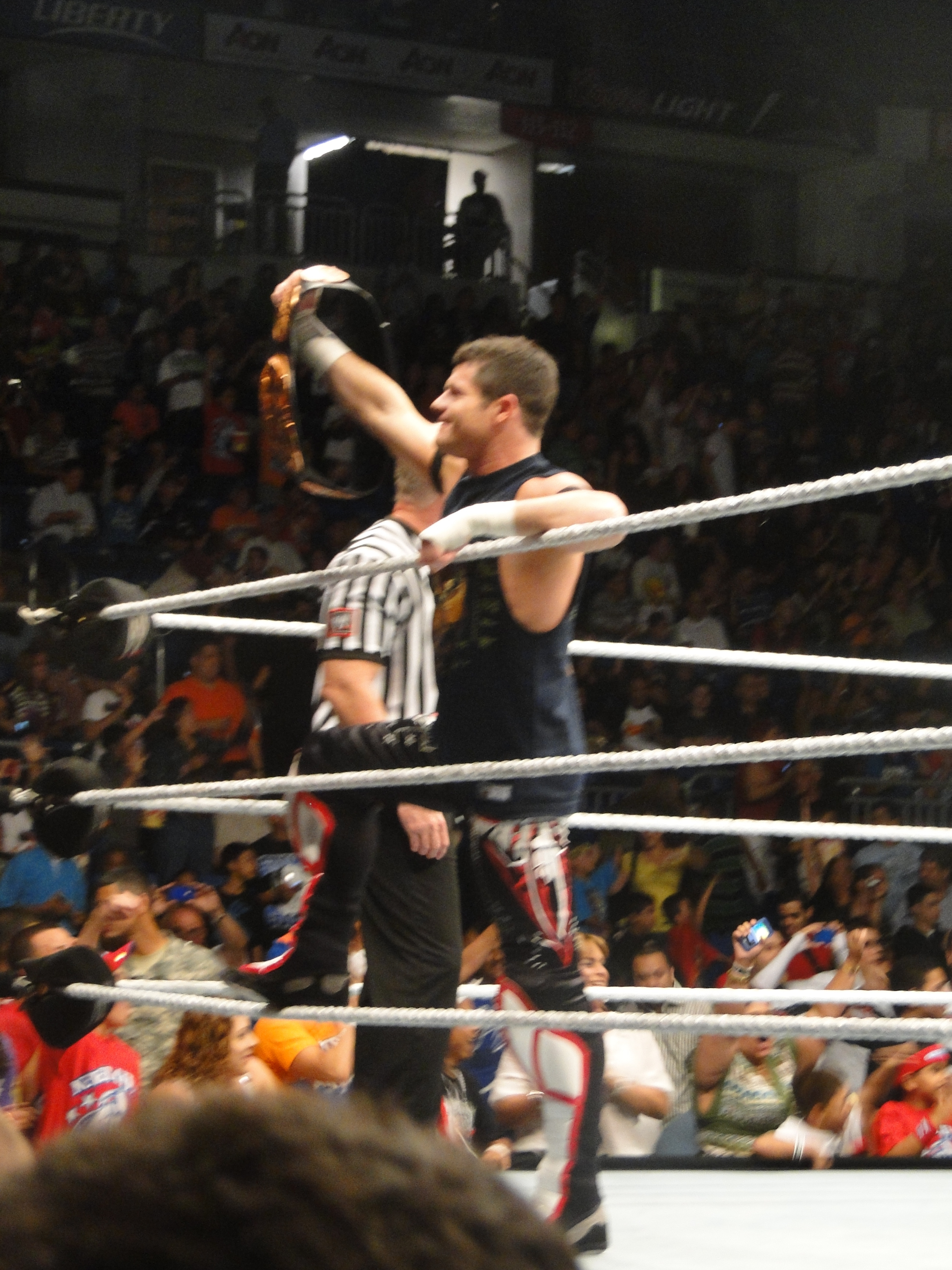
Korklan como Campeón en Parejas de la WWE.

  - PWF Lord Of The World Championship (1 vez)

- Israeli Pro Wrestling Association
  - IPWA Heavyweight Championship (1 vez, actual)

- Dragon Gate
  - Dragon Gate Open the Brave Gate Championship (1 vez)

- Impact Wrestling
  - Impact Grand Championship (1 vez)
  - Impact X Division Championship (1 vez)

- Independent Wrestling Association Mid-South
  - IWA Mid-South Light Heavyweight Championship (1 vez)
  - Ganador del Ted Petty Invitational (2005)

- New Japan Pro-Wrestling
  - IWGP Junior Heavyweight Tag Team Championship (2 veces) – con Ricochet
  - NEVER Openweight 6-Man Tag Team Championship (1 vez) –con Ricochet y Satoshi Kojima
  - Super Jr. Tag Tournament (2015) – con Ricochet

- NWA Midwest
  - NWA Midwest X Division Championship (2 veces)

- Ohio Valley Wrestling
  - OVW Heavyweight Championship (1 vez)

- Ring of Honor
  - ROH World Tag Team Championship (1 vez) – con Christopher Daniels
- Westside Xtreme Wrestling
  - Golden Pineapple Tournament (2007) – con Ryo Saito

- WWE
  - WWE Tag Team Championship (1 vez) – con Kofi Kingston
  - Slammy Award (1 vez)
    - Best Finishing Maneuver (2008)

- Pro Wrestling Illustrated
  - Situado en el N°215 en los PWI 500 del 2008[35]
  - Situado en el Nº63 en los PWI 500 del 2009
  - Situado en el Nº63 en los PWI 500 de 2010[36]
  - Situado en el Nº69 en los PWI 500 de 2011[37]
  - Situado en el Nº96 en los PWI 500 de 2012[38]

- Wrestling Observer Newsletter
  - Lucha 5 estrellas (2016) con Ricochet y Will Ospreay vs. Adam Cole y The Young Bucks (Matt Jackson and Nick Jackson) el 3 de septiembre
  - Mejor luchador volador - 2008
  - Mejor movimiento de lucha - 2008 Shooting Sydal Press
  - Luchador más infravalorado - 2009